# Periploma discus
Periploma discus är en musselart som beskrevs av Robert Edwards Carter Stearns 1890. Periploma discus ingår i släktet Periploma och familjen Periplomatidae. Inga underarter finns listade i Catalogue of Life.